# چهل دختران (اثر تاریخی)
چهل دختران مربوط به دوره ایلخانی است و در کاشان ـ محله سلطان میر احمد واقع شده و این اثر در تاریخ ۸ مهر ۱۳۴۶ با شمارهٔ ثبت ۷۵۸ به‌عنوان یکی از آثار ملی ایران به ثبت رسیده است.